# Kamień (Niegowa)
Kamień – wzgórze o wysokości 368 m n.p.m. na Wyżynie Częstochowskiej we wsi Niegowa w gminie Niegowa.